# Pachypalpella subalbata
Pachypalpella subalbata là một loài bướm đêm trong họ Geometridae.